# Marianne Streiff
Marianne Streiff (Marianne Streiff-Feller), née le 17 août 1957 à Berne (originaire de Betschwanden et Strättligen), est une personnalité politique suisse, membre du Parti évangélique (PEV).
Elle est députée du canton de Berne au Conseil national de septembre 2010 à novembre 2022.

## Biographie

### Jeunesse et formation
Fille d'un policier, Marianne Streiff grandit à Bümpliz. Après avoir suivi l'école normale, elle exerce pendant 33 ans la profession d'enseignante dans le canton de Berne, en dernier en tant qu'enseignante de degré préparatoire professionnel pour l'intégration de la BFF Berne. En 2008, elle obtient un diplôme en gestion des affaires publiques de la Haute école d'économie de Zurich.
Mariée et mère de trois enfants, Marianne Streiff vit à Urtenen-Schönbühl depuis août 2013. Elle chante depuis son enfance dans des chorales.

### Parcours politique
Marianne Streiff est membre du parlement de Köniz de juillet 1991 à juin 1998, puis devient membre Grand Conseil du canton de Berne jusqu'en juin 2010. Elle y préside le groupe parlementaire du PEV de 2003 à 2010. Elle est membre de l'exécutif de Köniz de 2004 à 2009, où elle est responsable du département de la sécurité.
Elle siège au Conseil national depuis septembre 2010. Elle est membre de la Commission des institutions politiques (CIP) depuis 2010 et de la Commission de gestion (CdG) depuis 2011, après avoir été membre de la Commission de la politique de sécurité de 2010 à 2011.
Elle est vice-présidente du PEV à partir d'août 2010, puis devient la première femme à accéder à la présidence du parti en avril 2014. En juin 2020, elle annonce sa démission pour le printemps suivant. En raison de la crise du coronavirus, l'élection de son successeur Lilian Studer est repoussée de mars à juin 2021.
Marianne Streiff est présidente de l'association nationale de branche des institutions pour personnes avec handicap.
Elle annonce en août 2022 sa démission du Conseil national pour la fin novembre, afin de pouvoir davantage se consacrer à sa famille et suivre une nouvelle formation.